# Lotte Strauss
Lotte Strauss (ur. 15 kwietnia 1913 w Norymberdze, zm. 4 lipca 1985) – amerykańska patolog pochodzenia niemieckiego.
Studiowała w Niemczech oraz włoskiej Sienie. Od 1938 roku mieszkała w USA i pracowała w Beth Israel Hospital.
Jej głównymi zainteresowaniami była patologia perinatalna i dziecięca – do dziś uważa się ją za pionierkę w tej dziedzinie. Zajmowała się między innymi zagadnieniem infekcji wewnątrzmacicznych i chorób naczyń.  W 1951 roku razem z Jacobem Churgiem opisała alergiczne ziarniniakowe zapalenie naczyń, nazywane do dziś zespołem Churga i Strauss.
Do swojej śmierci w 1985 roku pracowała jako profesor w The Mount Sinai Hospital w Nowym Jorku.